# Норт-Бей-Шор (Нью-Йорк)
Норт-Бей-Шор (англ. North Bay Shore) — переписна місцевість (CDP) в США, в окрузі Саффолк штату Нью-Йорк. Населення — 19 619 осіб (2020).

## Географія
Норт-Бей-Шор розташований за координатами 40°45′36″ пн. ш. 73°15′42″ зх. д. / 40.76000° пн. ш. 73.26167° зх. д. (40.760039, -73.261772).  За даними Бюро перепису населення США в 2010 році переписна місцевість мала площу 8,42 км², уся площа — суходіл.

## Демографія
Згідно з переписом 2010 року, у переписній місцевості мешкали 18 944 особи в 4395 домогосподарствах у складі 3724 родин. Густота населення становила 2249 осіб/км².  Було 4627 помешкань (549/км²).
Расовий склад населення:
| - 43,6 % — білих - 18,3 % — чорних або афроамериканців - 3,8 % — азіатів - 0,7 % — корінних американців - 27,3 % — осіб інших рас |

До двох чи більше рас належало 6,1 %. Частка іспаномовних становила 65,0 % від усіх жителів.
За віковим діапазоном населення розподілялося таким чином: 27,1 % — особи молодші 18 років, 65,8 % — особи у віці 18—64 років, 7,1 % — особи у віці 65 років та старші. Медіана віку мешканця становила 31,7 року. На 100 осіб жіночої статі у переписній місцевості припадало 103,7 чоловіків;  на 100 жінок у віці від 18 років та старших — 102,3 чоловіків також старших 18 років.
Середній дохід на одне домашнє господарство  становив 92 192 долари США (медіана — 81 526), а середній дохід на одну сім'ю — 88 171 долар (медіана — 82 746). Медіана доходів становила 41 264 долари для чоловіків та 35 301 долар для жінок. За межею бідності перебувало 10,5 % осіб, у тому числі 14,1 % дітей у віці до 18 років та 8,0 % осіб у віці 65 років та старших.
Цивільне працевлаштоване населення становило 10 046 осіб. Основні галузі зайнятості: виробництво — 21,1 %, освіта, охорона здоров'я та соціальна допомога — 20,7 %, роздрібна торгівля — 13,5 %, будівництво — 8,6 %.